# Merry Madagascar
Merry Madagascar is een korte Amerikaanse animatiefilm uit 2009. De film is geproduceerd door DreamWorks Animation en geregisseerd door David Soren. Merry Madagascar was voor het eerst te zien op 17 november 2009 in de Verenigde Staten. De personages komen uit de filmreeks van Madagascar. Het verhaal speelt zich af ergens tussen de eerste en de tweede film. De stemmen zijn van dezelfde als in de filmreeks, met uitzondering van Sacha Baron Cohen. Die werd vervangen door Danny Jacobs die ook de stem van Julien insprak bij de televisieserie De Pinguïns van Madagascar. Er waren geen teksten voor Rico de Pinguïn die normaal worden ingesproken door John DiMaggio. De film won in 2010 een Annie Award met de categorie "Storyboarding in a Television Production".

## Verhaal
De dieren van Madagascar krijgen een bezoekje van de Kerstman. Als de Kerstman ongelukkig land op het eiland, lijdt hij aan geheugenverlies. Met een bult op zijn hoofd is hij zich niet bewust van zijn verwantwoordelijkheden. Alex, Marty, Melman en Gloria besluiten de Kerstman te helpen met de cadeautjes en vliegen met de slee naar alle kinderen op heel de wereld om de cadeautjes te bezorgen.

## Rolverdeling
| Acteur                 | Personage              |
| ---------------------- | ---------------------- |
| Ben Stiller            | Alex                   |
| Chris Rock             | Marty                  |
| David Schwimmer        | Melman                 |
| Jada Pinkett Smith     | Gloria                 |
| Cedric the Entertainer | Maurice                |
| Andy Richter           | Mort                   |
| Carl Reiner            | Santa Claus (Kerstman) |
| Danny Jacobs           | King Julien            |
| Tom McGrath            | Skipper                |
| Chris Miller           | Kowalski               |
| Christopher Knights    | Private (Junior)       |
| Willow Smith           | Abby                   |
| Nina Dobrev            | Cupid het rendier      |